# Bombus pleuralis
Bombus pleuralis là một loài Hymenoptera trong họ Apidae. Loài này được Nylander mô tả khoa học năm 1848.